# Chromatomyia gregaria
Chromatomyia gregaria este o specie de muște din genul Chromatomyia, familia Agromyzidae, descrisă de Frick în anul 1954. Conform Catalogue of Life specia Chromatomyia gregaria nu are subspecii cunoscute.